# Брестская хоральная синагога
Брестская синагога — не сохранившееся культовое иудейское сооружение в Бресте (Брест-Литовск, Брест-над-Бугом). За свою историю город много раз разрушался и менял свою государственную принадлежность. С 1991 года по сегодняшний день входит в состав Республики Беларусь.
Строительство завершилось в 1862 году, просуществовала до Второй мировой войны. Была перестроена в современный кинотеатр «Беларусь» (ул. Советская, д. 62).

## История
Первая синагога Бреста существовала с 1411 года. В городе также существовали многочисленные молитвенные дома. Х. Зоненберг писал:
…Святость молитвенных домов в Бресте часто, бывало, подвергалась поруганию. Проходящее и остановившееся в Бресте на днёвку войско было помещено в еврейских молитвенных домах, где солдаты вырезывали крестики и делали бесчинства. А приниженные, отупелые жители даже не считали это за обиду. Впрочем, это было только в военное время.
Строительство новой синагоги началось в 1851 году, деньги на строительство собрала еврейская община города. Здание пострадало во время пожара 1895 года, но было восстановлено, и просуществовало до Великой Отечественной войны. Во время войны в городе создали еврейское гетто, в разграбленной синагоге организовали склад, туда после погромов свозили вещи. Из синагог Бреста было вынесено 100 килограммов серебра, а после этого, как говорится в отчёте ЧГК, «…все синагоги и молитвенные дома были заняты под конюшни и гаражи».
В 1944-45 годах в здании открыли кинотеатр, после реконструкции 1976 года здание утратило первоначальные детали, сохранились только части стен и некоторые надписи в подвале кинотеатра. В 2018 году на здании появилась мемориальная табличка на русском, белорусском, английском и иврите, на которой упоминается оригинальная история кинотеатра:
Здесь до 1939 года размещалась Большая хоральная синагога. Построена в 1861 году на средства иудейской общины города. Здание реконструировано в 1976 году.

Макет Главной (Большой) брестской синагоги находится в городском Еврейском музее.